# 伯里亚 (肯塔基州)
伯里亚（英語：Berea），是美国肯塔基州的一座城市。建立于1854年，面积约为41.7平方公里（16.1平方英里）。根据2010年美国人口普查，该市的人口为13,561人。